# Commodity Research Bureau
Pour les articles homonymes, voir CRB.
Le Commodity Research Bureau ou CRB a été fondé en 1934, et fait actuellement partie de Barchart.com, Inc. Le CRB est une des sociétés d'analyse et de recherche les plus connues et les plus anciennes sur les matières premières et les futures. Bien qu'il soit aujourd'hui publié par Reuters, l'indice CRB est l'indice de référence des matières premières sur les marchés d'échange américains.
Le CRB publie également un rapport annuel sur les matières premières, qui rassemble l'ensemble des informations utiles pour leur commerce.